# 能美市
能美市（のみし）は、石川県の南部、加賀地方に位置する市。金沢市の南西約20kmの加賀平野の中央部にある。

## 概要
内閣総理大臣経験者の森喜朗、元メジャーリーグ選手の松井秀喜の出身地である根上町、九谷焼や古墳群で有名な寺井町、辰口温泉といしかわ動物園の所在地として知られる辰口町という能美郡にあった3町が合併して発足した。
能美の名は加賀国能美郡に由来しており、国衙及び国分寺は郡内の野身郷（能美郷）に置かれた。

## 地理

### 自然地理
市の西部は日本海に面し、北部には手取川が流れる。

### 隣接する自治体
- 石川県
  - 小松市
  - 白山市
  - 能美郡：川北町

## 歴史

### 沿革
- 2005年（平成17年）2月1日 能美郡根上町、寺井町及び辰口町が合併して、能美市が発足する。
- 2017年（平成29年）4月1日 広域消防を担っていた能美広域事務組合を解散し、能美市消防本部を発足。

### 行政区域の変遷
| 明治以前          | 明治初年 - 明治3年 | 明治4年 - 明治5年 | 明治6年 - 明治22年     | 明治22年 4月1日 町村制施行 | 明治22年 - 明治32年             | 明治33年 - 明治45年         | 大正元年 - 昭和29年          | 昭和30年 - 昭和64年          | 平成元年 - 現在       | 現在   |
| ----------------- | ------------------ | ----------------- | ---------------------- | -------------------------- | ------------------------------- | --------------------------- | ---------------------------- | ---------------------------- | --------------------- | ------ |
| 仏大寺村          | 仏大寺村           | 仏大寺村          | 仏大寺村               | 里川村 の一部              | 里川村の一部                    | 明治40年8月5日 国府村の一部 | 国府村の一部                 | 昭和31年9月30日 辰口町       | 平成17年2月1日 能美市 | 能美市 |
| 坪野村            | 坪野村             | 坪野村            | 坪野村                 | 国造村                     | 国造村                          | 明治40年8月5日 国府村の一部 | 国府村の一部                 | 昭和31年9月30日 辰口町       | 平成17年2月1日 能美市 | 能美市 |
| 金剛寺村          | 金剛寺村           | 金剛寺村          | 金剛寺村               | 国造村                     | 国造村                          | 明治40年8月5日 国府村の一部 | 国府村の一部                 | 昭和31年9月30日 辰口町       | 平成17年2月1日 能美市 | 能美市 |
| 館村              | 館村               | 館村              | 館村                   | 国造村                     | 国造村                          | 明治40年8月5日 国府村の一部 | 国府村の一部                 | 昭和31年9月30日 辰口町       | 平成17年2月1日 能美市 | 能美市 |
| 鍋谷村            | 鍋谷村             | 鍋谷村            | 鍋谷村                 | 国造村                     | 国造村                          | 明治40年8月5日 国府村の一部 | 国府村の一部                 | 昭和31年9月30日 辰口町       | 平成17年2月1日 能美市 | 能美市 |
| 和気村            | 和気村             | 和気村            | 和気村                 | 国造村                     | 国造村                          | 明治40年8月5日 国府村の一部 | 国府村の一部                 | 昭和31年9月30日 辰口町       | 平成17年2月1日 能美市 | 能美市 |
| 寺畠村            | 寺畠村             | 寺畠村            | 寺畠村                 | 国造村                     | 国造村                          | 明治40年8月5日 国府村の一部 | 国府村の一部                 | 昭和31年9月30日 辰口町       | 平成17年2月1日 能美市 | 能美市 |
| 山田村            | 山田村             | 山田村            | 山田村                 | 山口村                     | 山口村                          | 明治40年8月5日 山上村       | 山上村                       | 昭和31年9月30日 辰口町       | 平成17年2月1日 能美市 | 能美市 |
| 三ツ屋村          | 三ツ屋村           | 三ツ屋村          | 三ツ屋村               | 山口村                     | 山口村                          | 明治40年8月5日 山上村       | 山上村                       | 昭和31年9月30日 辰口町       | 平成17年2月1日 能美市 | 能美市 |
| 辰口村            | 辰口村             | 辰口村            | 辰口村                 | 山口村                     | 山口村                          | 明治40年8月5日 山上村       | 山上村                       | 昭和31年9月30日 辰口町       | 平成17年2月1日 能美市 | 能美市 |
| 倉重村            | 倉重村             | 倉重村            | 倉重村                 | 山口村                     | 山口村                          | 明治40年8月5日 山上村       | 山上村                       | 昭和31年9月30日 辰口町       | 平成17年2月1日 能美市 | 能美市 |
| 出口村            | 出口村             | 出口村            | 出口村                 | 山口村                     | 山口村                          | 明治40年8月5日 山上村       | 山上村                       | 昭和31年9月30日 辰口町       | 平成17年2月1日 能美市 | 能美市 |
| 上開発村          | 上開発村           | 上開発村          | 上開発村               | 山口村                     | 山口村                          | 明治40年8月5日 山上村       | 山上村                       | 昭和31年9月30日 辰口町       | 平成17年2月1日 能美市 | 能美市 |
| 下開発村          | 下開発村           | 下開発村          | 下開発村               | 山口村                     | 山口村                          | 明治40年8月5日 山上村       | 山上村                       | 昭和31年9月30日 辰口町       | 平成17年2月1日 能美市 | 能美市 |
| 湯屋村            | 湯屋村             | 湯屋村            | 湯屋村                 | 山口村                     | 山口村                          | 明治40年8月5日 山上村       | 山上村                       | 昭和31年9月30日 辰口町       | 平成17年2月1日 能美市 | 能美市 |
| 徳山村            | 徳山村             | 徳山村            | 徳山村                 | 山口村                     | 山口村                          | 明治40年8月5日 山上村       | 山上村                       | 昭和31年9月30日 辰口町       | 平成17年2月1日 能美市 | 能美市 |
| 火釜村            | 火釜村             | 火釜村            | 火釜村                 | 山口村                     | 山口村                          | 明治40年8月5日 山上村       | 山上村                       | 昭和31年9月30日 辰口町       | 平成17年2月1日 能美市 | 能美市 |
| 来丸村            | 来丸村             | 来丸村            | 来丸村                 | 山口村                     | 山口村                          | 明治40年8月5日 山上村       | 山上村                       | 昭和31年9月30日 辰口町       | 平成17年2月1日 能美市 | 能美市 |
| 和佐谷村          | 和佐谷村           | 和佐谷村          | 和佐谷村               | 宮内村                     | 宮内村                          | 明治40年8月5日 山上村       | 山上村                       | 昭和31年9月30日 辰口町       | 平成17年2月1日 能美市 | 能美市 |
| 岩本村            | 岩本村             | 岩本村            | 岩本村                 | 宮内村                     | 宮内村                          | 明治40年8月5日 山上村       | 山上村                       | 昭和31年9月30日 辰口町       | 平成17年2月1日 能美市 | 能美市 |
| 灯台笹村 ［一部］ | 灯台笹村           | 灯台笹村          | 灯台笹村               | 宮内村                     | 宮内村                          | 明治40年8月5日 山上村       | 山上村                       | 昭和31年9月30日 辰口町       | 平成17年2月1日 能美市 | 能美市 |
| 宮竹村            | 宮竹村             | 宮竹村            | 宮竹村                 | 宮内村                     | 宮内村                          | 明治40年8月5日 山上村       | 山上村                       | 昭和31年9月30日 辰口町       | 平成17年2月1日 能美市 | 能美市 |
| 大口村            | 大口村             | 大口村            | 大口村                 | 宮内村                     | 宮内村                          | 明治40年8月5日 山上村       | 山上村                       | 昭和31年9月30日 辰口町       | 平成17年2月1日 能美市 | 能美市 |
| 岩内村            | 岩内村             | 岩内村            | 岩内村                 | 宮内村                     | 宮内村                          | 明治40年8月5日 山上村       | 山上村                       | 昭和31年9月30日 辰口町       | 平成17年2月1日 能美市 | 能美市 |
| 三ツ口村          | 三ツ口村           | 三ツ口村          | 三ツ口村               | 宮内村                     | 宮内村                          | 明治40年8月5日 山上村       | 山上村                       | 昭和31年9月30日 辰口町       | 平成17年2月1日 能美市 | 能美市 |
| 長滝村            | 長滝村             | 長滝村            | 長滝村                 | 宮内村                     | 宮内村                          | 明治40年8月5日 山上村       | 山上村                       | 昭和31年9月30日 辰口町       | 平成17年2月1日 能美市 | 能美市 |
| 莇生村            | 莇生村             | 莇生村            | 莇生村                 | 宮内村                     | 宮内村                          | 明治40年8月5日 山上村       | 山上村                       | 昭和31年9月30日 辰口町       | 平成17年2月1日 能美市 | 能美市 |
| 北市村            | 北市村             | 北市村            | 北市村                 | 久常村                     | 久常村                          | 久常村                      | 久常村                       | 昭和31年9月30日 辰口町       | 平成17年2月1日 能美市 | 能美市 |
| 徳久村            | 徳久村             | 徳久村            | 徳久村                 | 久常村                     | 久常村                          | 久常村                      | 久常村                       | 昭和31年9月30日 辰口町       | 平成17年2月1日 能美市 | 能美市 |
| 上清水村          | 上清水村           | 上清水村          | 上清水村               | 久常村                     | 久常村                          | 久常村                      | 久常村                       | 昭和31年9月30日 辰口町       | 平成17年2月1日 能美市 | 能美市 |
| 下清水村          | 下清水村           | 下清水村          | 下清水村               | 久常村                     | 久常村                          | 久常村                      | 久常村                       | 昭和31年9月30日 辰口町       | 平成17年2月1日 能美市 | 能美市 |
| 高座村            | 高座村             | 高座村            | 高座村                 | 久常村                     | 久常村                          | 久常村                      | 久常村                       | 昭和31年9月30日 辰口町       | 平成17年2月1日 能美市 | 能美市 |
| 秋常村            | 秋常村             | 秋常村            | 秋常村                 | 久常村                     | 久常村                          | 久常村                      | 久常村                       | 昭和31年9月30日 辰口町       | 平成17年2月1日 能美市 | 能美市 |
| 末寺村            | 末寺村             | 末寺村            | 末寺村                 | 久常村                     | 久常村                          | 久常村                      | 久常村                       | 昭和31年9月30日 寺井町       | 平成17年2月1日 能美市 | 能美市 |
| 河原新保村        | 河原新保村         | 河原新保村        | 河原新保村             | 久常村                     | 久常村                          | 久常村                      | 久常村                       | 昭和31年9月30日 寺井町       | 平成17年2月1日 能美市 | 能美市 |
| 寺井村            | 寺井村             | 寺井村            | 寺井村                 | 寺井村                     | 寺井村                          | 明治40年8月5日 寺井野村     | 大正15年6月1日 町制 寺井野町 | 昭和31年9月30日 寺井町       | 平成17年2月1日 能美市 | 能美市 |
| 牛島村            | 牛島村             | 牛島村            | 牛島村                 | 長野村                     | 長野村                          | 明治40年8月5日 寺井野村     | 大正15年6月1日 町制 寺井野町 | 昭和31年9月30日 寺井町       | 平成17年2月1日 能美市 | 能美市 |
| 末信村            | 末信村             | 末信村            | 末信村                 | 長野村                     | 長野村                          | 明治40年8月5日 寺井野村     | 大正15年6月1日 町制 寺井野町 | 昭和31年9月30日 寺井町       | 平成17年2月1日 能美市 | 能美市 |
| 大長野村          | 大長野村           | 大長野村          | 大長野村               | 長野村                     | 長野村                          | 明治40年8月5日 寺井野村     | 大正15年6月1日 町制 寺井野町 | 昭和31年9月30日 寺井町       | 平成17年2月1日 能美市 | 能美市 |
| 小杉村            | 小杉村             | 小杉村            | 小杉村                 | 長野村                     | 長野村                          | 明治40年8月5日 寺井野村     | 大正15年6月1日 町制 寺井野町 | 昭和31年9月30日 寺井町       | 平成17年2月1日 能美市 | 能美市 |
| 小長野村          | 小長野村           | 小長野村          | 小長野村               | 長野村                     | 長野村                          | 明治40年8月5日 寺井野村     | 大正15年6月1日 町制 寺井野町 | 昭和31年9月30日 寺井町       | 平成17年2月1日 能美市 | 能美市 |
| 湯谷村            | 湯谷村             | 湯谷村            | 湯谷村                 | 湯野村                     | 湯野村                          | 明治40年8月5日 寺井野村     | 大正15年6月1日 町制 寺井野町 | 昭和31年9月30日 寺井町       | 平成17年2月1日 能美市 | 能美市 |
| 石子村            | 石子村             | 石子村            | 石子村                 | 湯野村                     | 湯野村                          | 明治40年8月5日 寺井野村     | 大正15年6月1日 町制 寺井野町 | 昭和31年9月30日 寺井町       | 平成17年2月1日 能美市 | 能美市 |
| 和田村            | 和田村             | 和田村            | 和田村                 | 湯野村                     | 湯野村                          | 明治40年8月5日 寺井野村     | 大正15年6月1日 町制 寺井野町 | 昭和31年9月30日 寺井町       | 平成17年2月1日 能美市 | 能美市 |
| 佐野村            | 佐野村             | 佐野村            | 佐野村                 | 湯野村                     | 湯野村                          | 明治40年8月5日 寺井野村     | 大正15年6月1日 町制 寺井野町 | 昭和31年9月30日 寺井町       | 平成17年2月1日 能美市 | 能美市 |
| 粟生村            | 粟生村             | 粟生村            | 粟生村                 | 粟生村                     | 粟生村                          | 粟生村                      | 粟生村                       | 昭和31年9月30日 寺井町       | 平成17年2月1日 能美市 | 能美市 |
| 三道山村          | 三道山村           | 三道山村          | 三道山村               | 粟生村                     | 明治24年11月21日 吉田村         | 吉田村                      | 吉田村                       | 昭和31年9月30日 寺井町       | 平成17年2月1日 能美市 | 能美市 |
| 東任田村          | 東任田村           | 東任田村          | 東任田村               | 粟生村                     | 明治24年11月21日 吉田村         | 吉田村                      | 吉田村                       | 昭和31年9月30日 寺井町       | 平成17年2月1日 能美市 | 能美市 |
| 吉光村            | 吉光村             | 吉光村            | 吉光村                 | 粟生村                     | 明治24年11月21日 吉田村         | 吉田村                      | 吉田村                       | 昭和31年9月30日 寺井町       | 平成17年2月1日 能美市 | 能美市 |
| 西任田村          | 西任田村           | 西任田村          | 西任田村               | 粟生村                     | 明治24年11月21日 吉田村         | 吉田村                      | 吉田村                       | 昭和31年9月30日 根上町に編入 | 平成17年2月1日 能美市 | 能美市 |
| 赤井村            | 赤井村             | 赤井村            | 赤井村                 | 粟生村                     | 明治24年11月21日 吉田村         | 吉田村                      | 吉田村                       | 昭和31年9月30日 根上町に編入 | 平成17年2月1日 能美市 | 能美市 |
| 吉原村            | 吉原村             | 吉原村            | 吉原村                 | 湊村 の一部                | 明治24年11月21日 吉田村         | 吉田村                      | 吉田村                       | 昭和31年9月30日 根上町に編入 | 平成17年2月1日 能美市 | 能美市 |
| 福島村            | 福島村             | 福島村            | 福島村                 | 江ノ島村                   | 江ノ島村                        | 明治40年8月5日 根上村       | 昭和9年4月1日 町制 根上町    | 根上町                       | 平成17年2月1日 能美市 | 能美市 |
| 濁池村            | 濁池村             | 濁池村            | 濁池村                 | 江ノ島村                   | 江ノ島村                        | 明治40年8月5日 根上村       | 昭和9年4月1日 町制 根上町    | 根上町                       | 平成17年2月1日 能美市 | 能美市 |
| 重住村            | 重住村             | 重住村            | 重住村                 | 江ノ島村                   | 江ノ島村                        | 明治40年8月5日 根上村       | 昭和9年4月1日 町制 根上町    | 根上町                       | 平成17年2月1日 能美市 | 能美市 |
| 浜開発村          | 浜開発村           | 浜開発村          | 浜開発村               | 江ノ島村                   | 江ノ島村                        | 明治40年8月5日 根上村       | 昭和9年4月1日 町制 根上町    | 根上町                       | 平成17年2月1日 能美市 | 能美市 |
| 下ノ江村          | 下ノ江村           | 下ノ江村          | 下ノ江村               | 江ノ島村                   | 江ノ島村                        | 明治40年8月5日 根上村       | 昭和9年4月1日 町制 根上町    | 根上町                       | 平成17年2月1日 能美市 | 能美市 |
| 高坂村            | 高坂村             | 高坂村            | 高坂村                 | 江ノ島村                   | 江ノ島村                        | 明治40年8月5日 根上村       | 昭和9年4月1日 町制 根上町    | 根上町                       | 平成17年2月1日 能美市 | 能美市 |
| 印内村            | 印内村             | 印内村            | 印内村                 | 江ノ島村                   | 江ノ島村                        | 明治40年8月5日 根上村       | 昭和9年4月1日 町制 根上町    | 根上町                       | 平成17年2月1日 能美市 | 能美市 |
| 根上村            | 根上村             | 根上村            | 根上村                 | 牧村 の一部                | 明治24年11月21日 江ノ島村に編入 | 明治40年8月5日 根上村       | 昭和9年4月1日 町制 根上町    | 根上町                       | 平成17年2月1日 能美市 | 能美市 |
| 中庄村            | 中庄村             | 中庄村            | 中庄村                 | 福江村                     | 福江村                          | 明治40年8月5日 根上村       | 昭和9年4月1日 町制 根上町    | 根上町                       | 平成17年2月1日 能美市 | 能美市 |
| 福岡村            | 福岡村             | 福岡村            | 福岡村                 | 福江村                     | 福江村                          | 明治40年8月5日 根上村       | 昭和9年4月1日 町制 根上町    | 根上町                       | 平成17年2月1日 能美市 | 能美市 |
| 二口村            | 二口村             | 二口村            | 明治15年 改称 西二口村 | 福江村                     | 福江村                          | 明治40年8月5日 根上村       | 昭和9年4月1日 町制 根上町    | 根上町                       | 平成17年2月1日 能美市 | 能美市 |
| 野村              | 野村               | 野村              | 野村                   | 福江村                     | 福江村                          | 明治40年8月5日 根上村       | 昭和9年4月1日 町制 根上町    | 根上町                       | 平成17年2月1日 能美市 | 能美市 |
| 中ノ江村          | 中ノ江村           | 中ノ江村          | 中ノ江村               | 福江村                     | 福江村                          | 明治40年8月5日 根上村       | 昭和9年4月1日 町制 根上町    | 根上町                       | 平成17年2月1日 能美市 | 能美市 |
| 五間堂村          | 五間堂村           | 五間堂村          | 五間堂村               | 福江村                     | 福江村                          | 明治40年8月5日 根上村       | 昭和9年4月1日 町制 根上町    | 根上町                       | 平成17年2月1日 能美市 | 能美市 |
| 吉原釜屋村        | 吉原釜屋村         | 吉原釜屋村        | 吉原釜屋村             | 釜屋村                     | 釜屋村                          | 明治40年8月5日 根上村       | 昭和9年4月1日 町制 根上町    | 根上町                       | 平成17年2月1日 能美市 | 能美市 |
| 山口釜屋村        | 山口釜屋村         | 山口釜屋村        | 山口釜屋村             | 釜屋村                     | 釜屋村                          | 明治40年8月5日 根上村       | 昭和9年4月1日 町制 根上町    | 根上町                       | 平成17年2月1日 能美市 | 能美市 |
| 浜村              | 浜村               | 浜村              | 浜村                   | 釜屋村                     | 釜屋村                          | 明治40年8月5日 根上村       | 昭和9年4月1日 町制 根上町    | 根上町                       | 平成17年2月1日 能美市 | 能美市 |

## 人口
| |                                        |  |
| 能美市と全国の年齢別人口分布（2005年） | 能美市の年齢・男女別人口分布（2005年） |  |
| ■紫色 ― 能美市 ■緑色 ― 日本全国 | ■青色 ― 男性 ■赤色 ― 女性              |  |
| 能美市（に相当する地域）の人口の推移 \| 1970年（昭和45年） \| 32,933人 \| \| \| 1975年（昭和50年） \| 35,308人 \| \| \| 1980年（昭和55年） \| 37,253人 \| \| \| 1985年（昭和60年） \| 39,061人 \| \| \| 1990年（平成2年） \| 39,934人 \| \| \| 1995年（平成7年） \| 42,033人 \| \| \| 2000年（平成12年） \| 45,077人 \| \| \| 2005年（平成17年） \| 47,207人 \| \| \| 2010年（平成22年） \| 48,680人 \| \| \| 2015年（平成27年） \| 48,881人 \| \| \| 2020年（令和2年） \| 48,523人 \| \| |                                        |  |
| 総務省統計局 国勢調査より |                                        |  |
| 1970年（昭和45年） | 32,933人                               |  |
| 1975年（昭和50年） | 35,308人                               |  |
| 1980年（昭和55年） | 37,253人                               |  |
| 1985年（昭和60年） | 39,061人                               |  |
| 1990年（平成2年） | 39,934人                               |  |
| 1995年（平成7年） | 42,033人                               |  |
| 2000年（平成12年） | 45,077人                               |  |
| 2005年（平成17年） | 47,207人                               |  |
| 2010年（平成22年） | 48,680人                               |  |
| 2015年（平成27年） | 48,881人                               |  |
| 2020年（令和2年） | 48,523人                               |  |

## 行政

### 市長
- 市長 - 井出敏朗（いで としあき）

| 代 | 人 | 氏名       | 就任                      | 退任                      | 備考                       |
| -- | -- | ---------- | ------------------------- | ------------------------- | -------------------------- |
|    |    | 宮本長興   | 2005年（平成17年）2月1日  | 2005年（平成17年）2月26日 | 市長職務執行者、旧辰口町長 |
| 1  | 1  | 酒井悌次郎 | 2005年（平成17年）2月27日 | 2009年（平成21年）2月26日 | 旧寺井町長                 |
| 2  | 1  | 酒井悌次郎 | 2009年（平成21年）2月27日 | 2013年（平成25年）2月26日 |                            |
| 3  | 1  | 酒井悌次郎 | 2013年（平成25年）2月27日 | 2017年（平成29年）2月26日 |                            |
| 4  | 2  | 井出敏朗   | 2017年（平成29年）2月27日 | 2021年（令和3年）2月26日  |                            |
| 5  | 2  | 井出敏朗   | 2021年（令和3年）2月27日  | 2025年（令和7年）2月26日  |                            |
| 6  | 2  | 井出敏朗   | 2025年（令和7年）2月27日  | 現職                      |                            |

### 庁舎
能美市では2012年（平成24年）4月30日まで分庁方式を採用していたが、現在は辰口庁舎を本庁舎としている。
以前、市長室は寺井庁舎（2012年6月に取り壊し、隣接の防災センターを除く）にあり、多くの市販の地図も市庁舎の記号は寺井庁舎の位置のみに記載されていた。
能美市役所（本庁舎、旧辰口庁舎）
- 〒923-1297 石川県能美市来丸町1110番地

根上分室
- 〒929-0192 石川県能美市大成町ヌ118番地（能美市根上総合文化会館内）

根上窓口センター（旧根上庁舎）
- 〒929-0123 石川県能美市中町子88番地
  - 2012年までは根上庁舎となっていたが、分庁方式の廃止後は根上分室に改称。2013年に旧根上庁舎に窓口センターを開設し、分室を移転している。

寺井分室・寺井窓口センター
- 〒923-1198 石川県能美市寺井町た35番地
  - 2012年までは寺井庁舎で、旧能美広域事務組合・寺井消防署も庁舎内に併設していた（消防署は2015年に移転）。庁舎が老朽化したことに伴い旧庁舎を建て替えして統合している。

## 議会

### 市議会
概要
- 定数:18
- 任期:4年
- 定例会:年4回(3月・6月・9月・12月)[注釈 5]
- 議員平均年齢:64.2歳[注釈 6]
- 議長:居村清二（いむら　せいに）[4]
- 副議長:嵐昭夫（あらし　あきお）[4]

会派
| 会派名     | 議席数 |
| ---------- | ------ |
| 日本共産党 | 2      |
| 公明党     | 1      |
| 市民       | 1      |
| 保守清流   | 1      |
| 大志       | 1      |
| 市民の声   | 1      |
| 勇気       | 1      |
| 絆         | 1      |
| 無会派     | 8      |
| 欠員       | 1      |

2019年10月24日現在
井出市長を支持するかつての最大会派「大志」が解散、分裂したことで代表質問制度を持つ石川県内の地方議会で唯一、代表質問権を持つ会派が存在しないこととなった。
委員会
- 議会委員会
- 常任委員会
  - 総務産業常任委員会
  - 教育福祉常任委員会
  - 予算決算常任委員会
- 特別委員会
  - 広報特別委員会
  - 基地対策特別委員会

### 石川県議会
- 定数：2名
- 選挙区：能美市能美郡選挙区
- 任期：2019年4月30日 - 2023年4月29日

| 議員名   | 会派名                         | 備考 |
| -------- | ------------------------------ | ---- |
| 善田善彦 | 自由民主党石川県議会議員協議会 |      |
| 橋本崇史 | 自由民主党石川県議会議員協議会 |      |

### 衆議院
- 選挙区：石川2区 （小松市、加賀市、白山市、能美市、野々市市、能美郡）
- 任期：2021年10月31日 - 2025年10月30日
- 投票日：2021年10月31日
- 当日有権者数：325,273人
- 投票率：56.13％

| 当落 | 候補者名 | 年齢 | 所属党派   | 新旧別 | 得票数    | 重複 |
| ---- | -------- | ---- | ---------- | ------ | --------- | ---- |
| 当   | 佐々木紀 | 47   | 自由民主党 | 前     | 137,032票 | ○    |
|      | 坂本浩   | 57   | 日本共産党 | 新     | 27,049票  |      |
|      | 山本保彦 | 68   | 無所属     | 新     | 10,632票  |      |

## 経済
産業人口（2015年国勢調査）
- 第一次産業   485人
- 第二次産業 10,152人
- 第三次産業 14,284人

### 工業
手取川の豊富な伏流水を利用する電子部品・繊維関連の企業が多く立地している。

#### 主な事業所
- 小松マテーレ - （東証一部上場、合成繊維の製造（旧小松精練））
- タケダ機械 - （ジャスダック市場上場、金属加工機械の製造）
- デクセリアルズ根上事業所 - （PSPの電子基板製作など（旧ソニー根上））
- 富士精工本社 - （金庫等のセキュリティ機器の製造）
- 前田製菓 - （「ホームラン松井秀喜サブレ」等の製造。「あたり前田のクラッカー」の前田製菓とは無関係）
- 加賀東芝エレクトロニクス - （東芝のグループ企業、半導体製造など）
- 東振精機 - （ベアリング組込用ローラ専門でトップ）

#### 工場
- 積水樹脂石川工場
- 東レ石川工場（テトロン糸、炭素繊維の製造）
- 日本ガイシ石川工場
- 金沢村田製作所能美工場

### 伝統工芸
九谷焼の絵付けが知られており、特に市南部の佐野地区周辺に多くの絵付け業者を抱える。

## 地域

### 公共機関

#### 警察
- 能美警察署（石川県警察）
  - 道林駐在所
  - 根上交番
  - 宮竹駐在所
  - 辰口交番

#### 消防
- 能美市消防本部
  - 寺井消防署
    - 根上分署
    - 辰口分署

#### 医療
- 能美市立病院
- 寺井病院
- 芳珠記念病院

#### 上水道
全域を能美市が供給する。水源は手取川の伏流水。
- 能美市上水道
- 能美市簡易水道

なお、市内に県営水道の辰口調整池があるが供給は行っていない。

#### 下水道
能美市単独の公共下水道と、石川県下水道公社の加賀沿岸流域下水道が接続されている。
- 能美市公共下水道
  - 東部浄化センター
- 加賀沿岸流域下水道
  - 翠ヶ丘浄化センター
  - 根上第一中継ポンプ場
  - 根上第二中継ポンプ場

#### 電話
市外局番は市内の一部地域を除き0761（20～24、51～58、92～93）である。
| 市内局番       | 該当地域                           |
| -------------- | ---------------------------------- |
| 51,52          | 旧辰口町（和佐谷町、岩本町を除く） |
| 55,56          | 旧根上町（西任田町、山口町を除く） |
| 20～24         | 旧根上町（山口町）                 |
| 57,58          | 旧寺井町、旧根上町（西任田町）     |
| （076）272,273 | 旧辰口町（和佐谷町、岩本町）       |

全域で光回線への加入が可能。

#### 郵便
市内の集配は以下の局が行う。旧寺井町、旧根上町は小松市の小松郵便局、旧辰口町は辰口郵便局が管轄する。
小松郵便局 - 〒923-11xx、〒929-01xx
辰口郵便局 - 〒923-12xx
これ以外に11局の郵便局がある。

### 学校教育

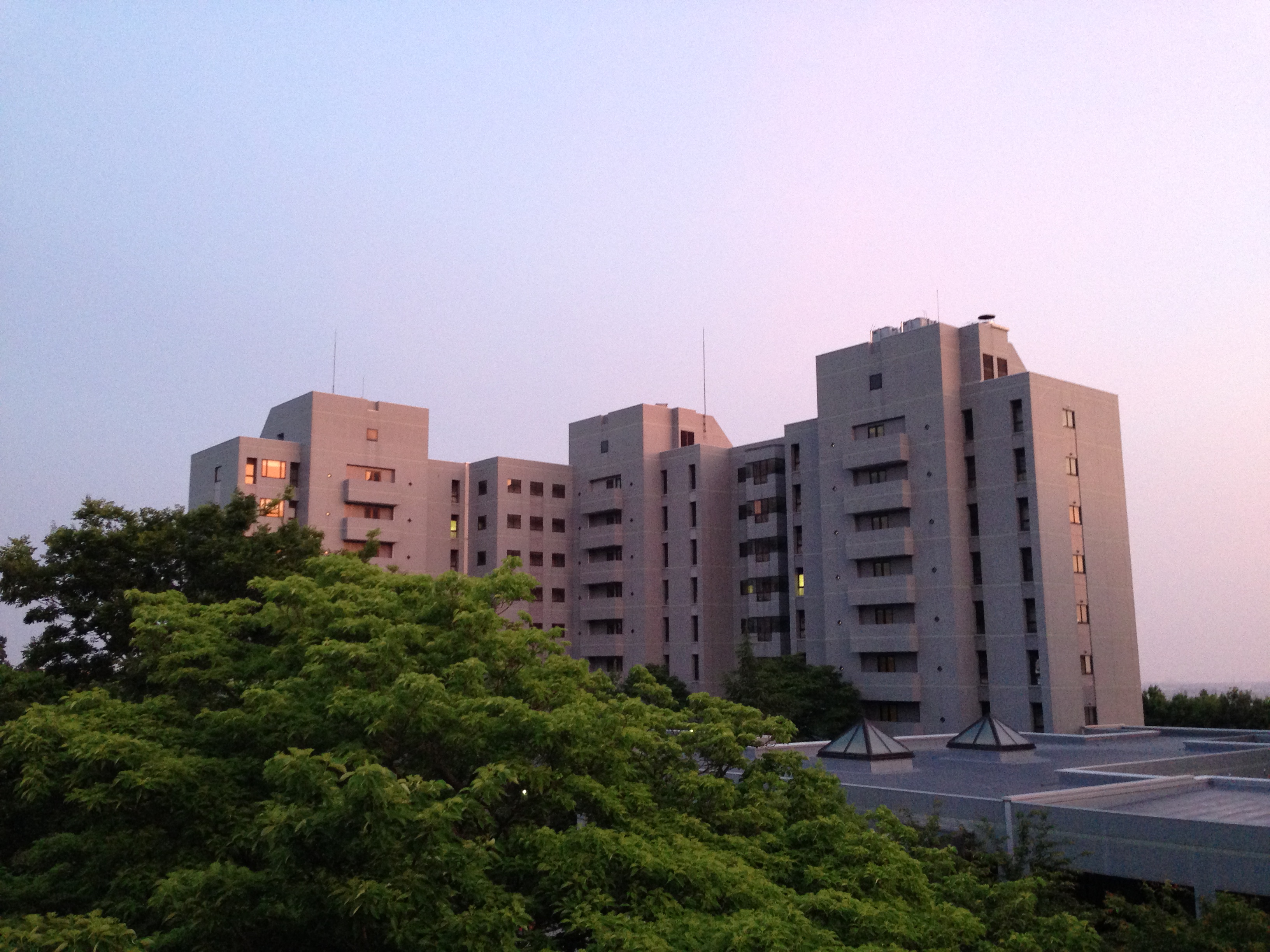
北陸先端科学技術大学院大学

#### 大学
大学院大学(国立)
- 北陸先端科学技術大学院大学

#### 高等学校
県立
- 石川県立寺井高等学校

#### 中学校
- 能美市立（3校）
  - 能美市立根上中学校
  - 能美市立寺井中学校
  - 能美市立辰口中学校

和佐谷町は白山市立鶴来中学校へ通う。

#### 小学校
- 能美市立（8校）
  - 浜小学校
  - 福岡小学校
  - 寺井小学校
  - 粟生小学校
  - 湯野小学校
  - 辰口中央小学校
  - 和気小学校
  - 宮竹小学校

和佐谷町は白山市立朝日小学校へ通う。

### 社会教育

#### 図書館
- 能美市立根上図書館
- 能美市立寺井図書館
- 能美市立辰口図書館

#### 博物館・美術館等
- いしかわ動物園
- 能美市九谷陶芸村
  - 九谷焼陶芸館
  - 九谷焼資料館
  - 浅蔵五十吉美術館
  - 石川県立九谷焼技術研修所
- 能美ふるさとミュージアム
- 能美市立歴史民俗資料館（2020年7月10日閉館[8]）

- 能美市立歴史民俗資料館

#### ホール・その他の文化施設
- 根上総合文化会館「Tanto（タント）」

…『たんと』は加賀弁で『たくさん』の意。かつて、松井秀喜の『新春ファンの集い』が毎年開催されていた。
- 能美市根上社会福祉センター
- 能美市寺井社会福祉センター
- 能美市辰口福祉会館
- 能美市根上健康福祉センター
- 能美市寺井健康福祉センター「サンテ」
- 能美市辰口健康福祉センター
- 能美市ふるさと交流センター「さらい」
- 石川ハイテク交流センター

#### 体育施設
- 石川県サッカー・ラグビー競技場
- 能美市根上体育館
- 能美市寺井体育館
- 能美市物見山総合体育館
- 能美市根上パークゴルフ場
- 能美市根上勤労者体育センター
- 能美市粟生運動公園
- 能美市物見山運動公園

## 交通

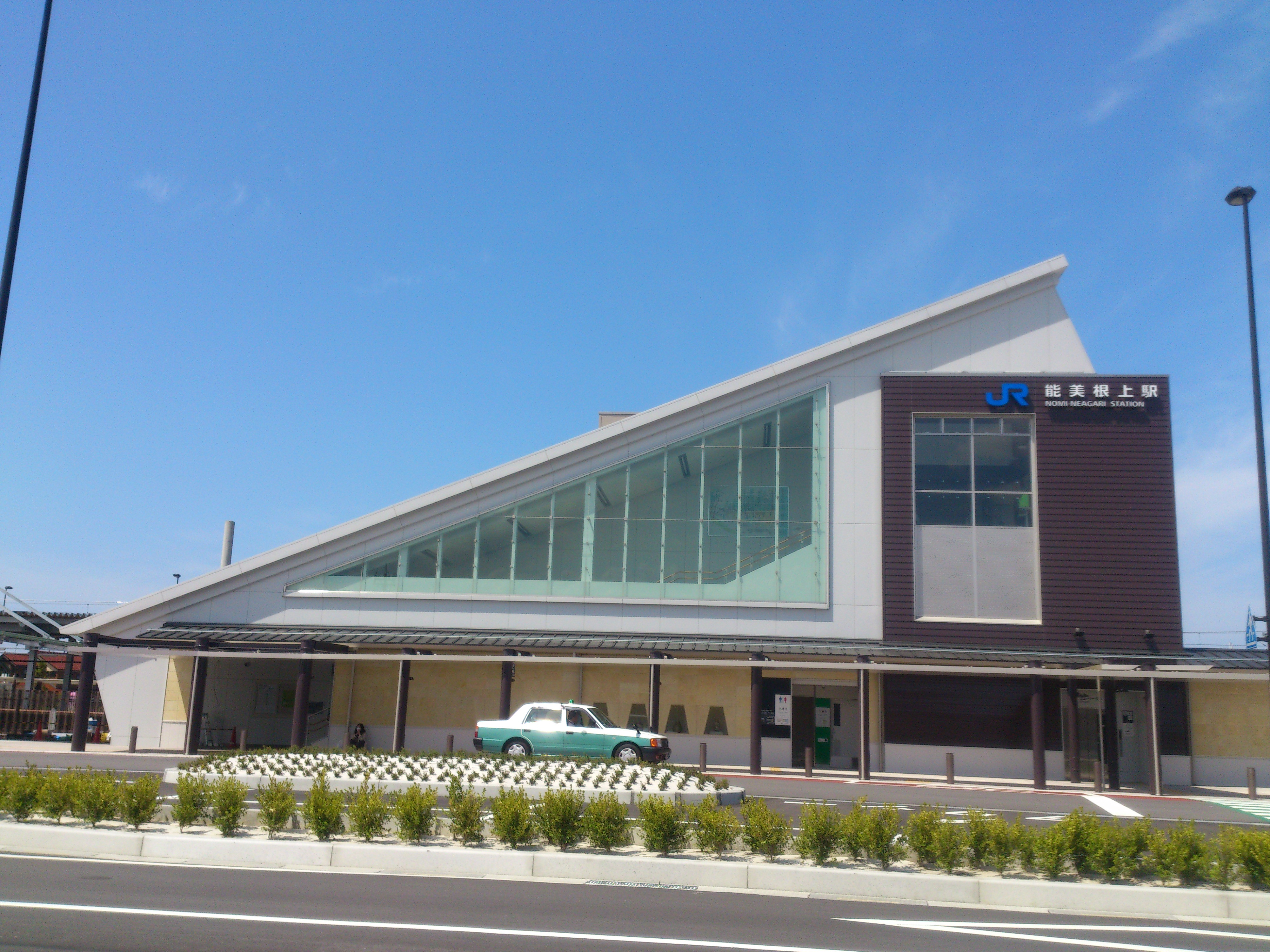
能美根上駅

### 鉄道
- IRいしかわ鉄道
  - IRいしかわ鉄道線
    - 能美根上駅（旧寺井駅）

能美根上駅は旧寺井町内ではなく旧根上町内にあり、2015年3月14日に旧称の寺井駅から駅名が変更された。能美市は市であるが、有人駅は存在しない。かつては、国鉄寺井駅に隣接する新寺井駅から北陸鉄道能美線が白山市鶴来方面の鶴来駅へ走っていた。旧辰口町内の廃線跡はヘルスロードとして整備、道沿いには桜並木が続いているほか、多くは道路として利活用されている。

### 道路
- 高速道路
  - 高速自動車国道
    - E8北陸自動車道 (14-1) 能美根上スマートIC[9]
- 一般国道
  - 国道8号金沢西バイパス （大長野IC以北）
  - 国道8号小松バイパス （大長野IC以南）
  - 国道305号大長野西交差点以南（旧国道8号）
  - 国道157号（山上郷大橋～一の宮大橋間）
- 県道
  - 主要地方道
    - 石川県道4号小松鶴来線（天狗橋～三道山交差点（サンロード寺井）～大長野西交差点）
    - 石川県道22号金沢小松線（加賀産業開発道路）
    - 石川県道25号金沢美川小松線
    - 石川県道54号寺畠小松線（空港線）
    - 石川県道55号小松辰口線

  - 一般県道
    - 石川県道101号小松根上線
    - 石川県道102号根上寺井線
    - 石川県道157号松任寺井線（旧国道8号）
    - 石川県道164号津波倉寺井線
    - 石川県道165号金平寺井線
    - 石川県道169号粟生小松線
    - 石川県道170号西二口長田線
    - 石川県道171号吉原寺井線
    - 石川県道172号徳久粟生線
    - 石川県道173号和気寺井線
    - 石川県道294号金沢小松自転車道線（加賀海浜自転車道）
    - 石川県道297号鍋谷寺畠線

### バス
- 北陸鉄道
  - 北鉄白山バス
  - 北鉄加賀バス

#### コミュニティバス
- のみバス（受託：北鉄白山バス）
  - 連携バス
  - 寺井地区循環バス
  - 辰口地区循環バス
  - 根上地区循環バス

## 観光

### 祭り・イベント
- 全日本競歩能美大会（3月・2005年までは9月に実施）
- 九谷茶碗まつり （5月・九谷陶芸村）
- 根上り七夕まつり （7月）
- 辰口まつり （8月）

### 名所・旧跡
- 手取フィッシュランド
- 和田山・末寺山古墳群（国の史跡）
- 和田山・末寺山史跡公園
- 秋常山古墳群（国の史跡）

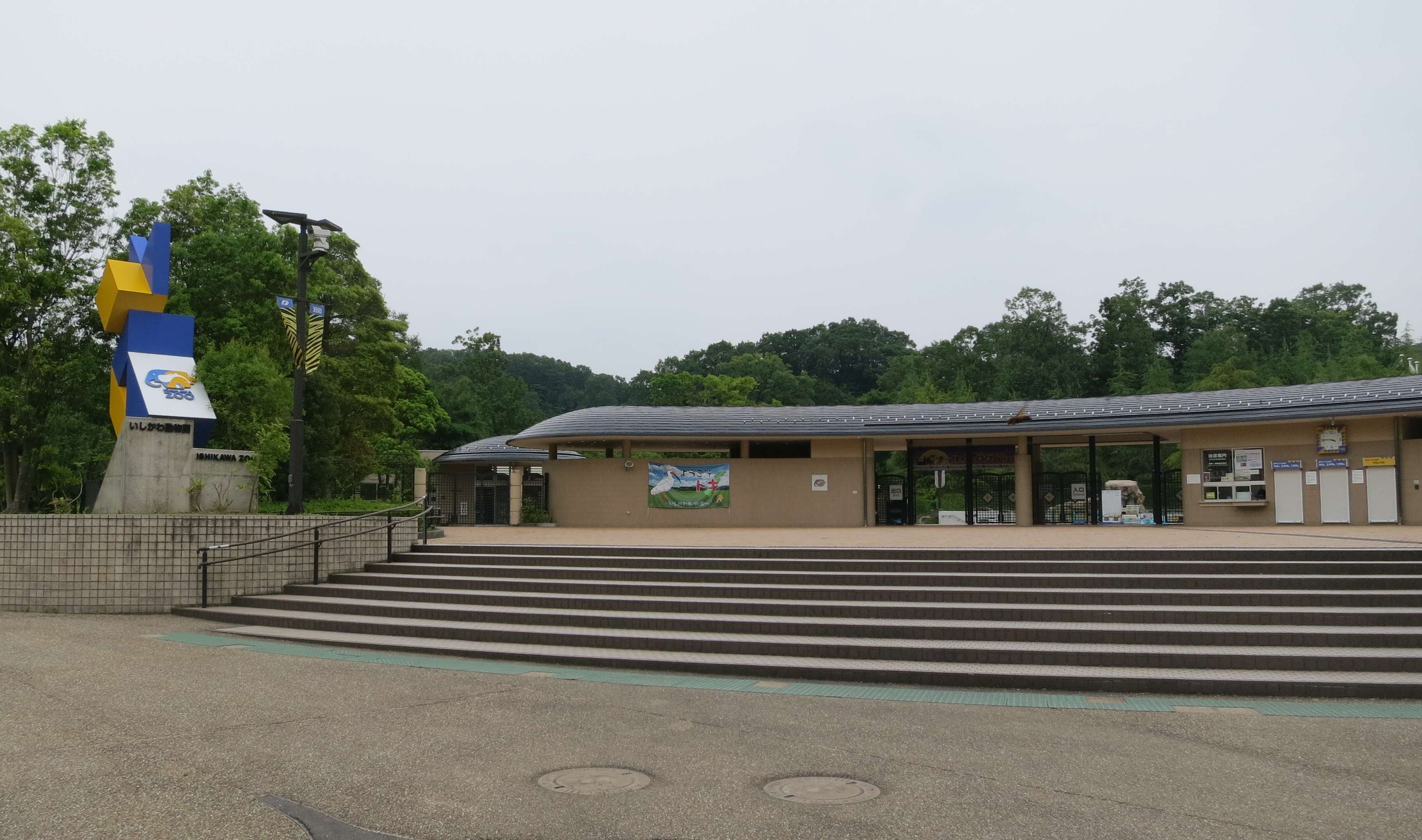
いしかわ動物園

- いしかわ動物園 - 1999年金沢市から移転
- 辰口丘陵公園
- 辰口放牧場
- 七ツ滝
- 蟹淵
- 遣水観音山
- 灯台笹遺跡（旧石器時代）
- 根上隕石記念碑
- 弁慶謝罪の地 （道林寺跡）
- 根上松 （源平古戦場跡）
- 狭野神社
- 松井秀喜ベースボールミュージアム

### 保養・休憩施設

#### 温泉
- 辰口温泉 - 旅館が3軒。「まつさき」、「たがわ龍泉閣」、「旅亭　萬葉」

泉鏡花が逗留し、小説『海の鳴る時』などに登場する。そのほか辰口福祉会館内に、低料金で入浴可能な共同浴場があるほか、その隣接地にプレミアム温泉「里山の湯」、その麓に無料の足湯が整備された。

#### ゴルフ場
- 白山カントリー倶楽部 松風コース
- 白山カントリー倶楽部 泉水コース

#### 道の駅
- 道の駅しらやまさん

## 出身の有名人
能美市では、原則として市内出身者に「観光大使」あるいは「観光特使」を委嘱している。◎印は観光大使、△印は観光特使（2019年時点）。
- 森喜平 - 政治家、元根上町長（森喜朗の祖父）
- 森茂喜 - 政治家、元根上町長、石川県ラグビー協会会長（森喜朗の父）
- 森喜朗 - 政治家、元衆議院議員、第85代・第86代内閣総理大臣
- 森祐喜 - 政治家、元石川県議会議員（森喜朗の長男）
- 田谷充実 - 政治家、元石川県知事
- 佐々木紀 - 政治家、衆議院議員、国土交通大臣政務官
- 宮本周司 - 政治家、参議院議員、経済産業大臣政務官
- 犬丸徹三 - 元帝国ホテル社長、元日本高架電鉄社長、元日本ホテル協会会長
- 西田直樹 - 元財務省北陸財務局長、元金融庁総務企画局審議官
- 石浦外喜義◎ - 鳥取城北高等学校校長・相撲部総監督
- 加賀大介 - 「栄冠は君に輝く」の作詞者
- 佐々木守 - 脚本家
- 辰巳平一△ - 元北陸放送アナウンサー、北陸学院大学非常勤講師
- 角英夫 - 元NHK専務理事
- 村本秀岳◎ - フリーアナウンサー
- 小林奈々絵◎ - ラジオパーソナリティ
- ハンディやしき◎ - お笑いタレント
- 多嶋沙弥◎ - ファッションモデル
- 小枩山貞造 - 元大相撲力士
- 鈴木雄介 - 陸上競技選手（競歩）
- 高木京介 - 元プロ野球選手
- 松井秀喜◎ - 元プロ野球選手
- 松井昌雄 - 歌手・実業家・宗教家（松井秀喜の父、出生地は金沢市）
- 京田陽太◎ - プロ野球・横浜DeNAベイスターズ内野手
- 小堀勇氣◎ - 競泳選手
- 浅田雅子◎ - 飛込競技選手
- 大月さゆ - 元宝塚歌劇団雪組娘役
- ぷにたん - グラビアアイドル
- 桂空治 - 落語家
- 寺西成騎 - プロ野球選手・オリックス・バファローズ投手

## ゆかりのある人物
- 今垣光太郎 - ボートレーサー（在住。出身は加賀市）